# Gastón Pavlovich
Gastón Pavlovich (Agua Prieta, 19 juni 1968) is een Mexicaanse filmproducent. Hij is de oprichter van het productiebedrijf Fábrica de Cine.

## Carrière
Gastón Pavlovich werd in Mexico geboren. Langs vaderszijde is hij van Joegoslavische afkomst. Zijn nicht, Claudia Pavlovich Arellano, werd in 2015 de eerste vrouwelijke gouverneur van Sonora. Hij is getrouwd en heeft drie kinderen.
Pavlovich begon zijn filmcarrière met het schrijven en produceren van de film El Estudiante (2009). Het hoofdpersonage werd geschreven als een moderne Don Quichot en geïnspireerd door zijn eigen grootvader. De film speelde zich af aan de Universiteit van Guanajuato, waar hij zelf gestudeerd had.
Met de hulp van private investeerders richtte Pavlovich in 2013 het productiebedrijf Fábrica de Cine op. Met het productiebedrijf wilde hij zich op de internationale filmmarkt richten. A Hologram for the King (2016) werd zijn eerste Hollywoodproductie. Daarnaast financierde hij ook het religieuze drama Silence (2016) van regisseur Martin Scorsese. De film werd op locatie in Taiwan opgenomen, kostte zo'n 50 miljoen dollar en bracht wereldwijd slechts de helft op.

## Filmografie
| Jaar | Titel                        | Rol                 |
| ---- | ---------------------------- | ------------------- |
| 2009 | El Estudiante                | producer, scenarist |
| 2013 | Max Rose                     | executive producer  |
| 2013 | Little Baby Jesus            | producer            |
| 2015 | The Price of Desire          | executive producer  |
| 2016 | A Hologram for the King      | executive producer  |
| 2016 | Silence                      | producer            |
| 2016 | Helena                       | producer            |
| 2017 | Sun Dogs                     | producer            |
| 2018 | 108 Costuras                 | producer            |
| 2019 | The Professor and the Madman | producer            |
| 2019 | The Irishman                 | producer            |